# António Maria de Fontes Pereira de Melo

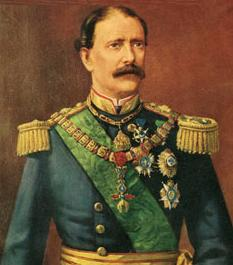
António Maria de Fontes Pereira de Melo.

António Maria de Fontes Pereira de Melo (Lissabon, 8 september 1819 - 22 januari 1887) was een Portugees politicus en staatsman ten tijde van de monarchie. Hij was de leider van de Regeneratiepartij, was meermaals minister en driemaal premier van Portugal. Hij leidde tamelijk stabiele regeringen in de 19e-eeuwse politieke geschiedenis van Portugal en hield zich bezig met de modernisering van het beheer van de industrialisatie van zijn land. Zijn regeringsperiode ging de Portugese geschiedenis in onder de naam "fontisme" (officieel in het Portugees: fontismo)

## Levensloop
Al op 12-jarige leeftijd schreef Fontes de Melo zich in in de militaire academie. In 1839 volgde hij zijn vader, die benoemd werd tot gouverneur van Kaapverdië, naar Praia. Hij huwde daar en keerde in 1843, na het einde van het gouverneurschap van zijn vader, met zijn vrouw terug naar Lissabon. In de burgeroorlog tegen de setembristische (een soort van liberalisme) tegenregering in Porto vocht hij mee aan de zijde van João Carlos de Saldanha Oliveira e Daun.
In 1848 werd hij verkozen tot parlementsafgevaardigde. Ondanks zijn tegenstand tegenover António Bernardo da Costa Cabral, die er alles aan probeerde doen om Fontes' intrede in het Portugese parlement te verhinderen, legde hij de eed af als parlementslid. Toen Costa Cabral premier werd, behoorde hij tot de oppositie.
In de regering van João Carlos de Saldanha Oliveira e Daun (1851-1856) was hij eerst voor korte tijd minister van Marine en vervolgens minister van Financiën. Hij probeerde de staatsfinanciën in orde te brengen en vooral om de ambtenaren op tijd te betalen, wat al heel lang niet meer gebeurd was. Dit bracht hem respect en groot aanzien op. Ook nam Fontes de leiding van het nieuwe ministerie van Openbare Werken op zich. In deze functie hield hij zich bezig met de uitbouw van een spoorwegennet in Portugal.
Een ander probleem van deze regering was dat Portugal al sinds ruime tijd zijn buitenlandse schulden niet meer betaalde. Al in heel wat Europese plaatsen waren handelsacties met Portugal verboden. Zonder deze handel was het voor Portugal onmogelijk om buitenlands kapitaal aan te nemen, wat nodig was om de Portugese industriële infrastructuur te financieren. Fontes besloot om buitenlandse reizen te ondernemen om dit op te lossen. Hij ging eerst naar koningin Victoria van het Verenigd Koninkrijk in Londen en dan naar keizer Napoleon III in Parijs. Na heel wat onderhandelen slaagde hij erin te bekomen dat Londen en Parijs opnieuw met Portugal wilden handelen en geld wilden geven aan Portugal, op voorwaarde dat er een belastingverhoging kwam in Portugal zodat de buitenlandse schulden terugbetaald konden beginnen worden. De belastingverhogingen waren echter tamelijk hoog en dit leidde tot tegenstand in Portugal. Dit leidde in 1856 uiteindelijk tot de val van de regering-Saldanha.
Van 1858 tot 1859 leidde hij onderhandelingen met Nederland over de grenzen van de koloniale bezittingen van beide landen in de Zuid-Aziatische eilanden. In 1859 werd dit afgesloten met het verdrag van Lissabon.
In 1859, toen de Regeneratiepartij opnieuw aan de macht kwam, werd Fontes de Pereira minister van Binnenlandse Zaken. Nadat premier António José de Sousa Manoel de Menezes Severim de Noronha in 1860 overleed en in 1861 de Historische Partij opnieuw aan de macht kwam, werd hij oppositieleider. In 1865 werd hij in een coalitieregering onder leiding van Joaquim António de Aguiar opnieuw minister van Financiën en later minister van Oorlog.
In 1871 werd hijzelf voor de eerste maal premier van Portugal. Tegelijkertijd was hij minister van Oorlog en hield zich in deze functie bezig met de modernisering van het Portugese leger. In de buitenlandse politiek zorgde hij ervoor dat Portugal bij alle politieke crisissen (zoals in Spanje) neutraal bleef. Hij bleef premier tot in 1877, waarmee hij de stabielste en langst regerende regering in de 19e-eeuwse politieke geschiedenis van Portugal leidde. In 1877, nadat hij zijn parlementsmeerderheid verloren had, trad hij af als premier (officieel wegens gezondheidsredenen), waarna hij een lange reis door Europa maakte.
In 1878, nadat de regering van António José de Ávila ten val was gekomen, benoemde de koning hem opnieuw tot premier van Portugal. Dit leidde echter tot scherpe protesten van de nieuwe Progressieve Partij. In 1879 moest hij aftreden en ging in de oppositie tegen de nieuwe progressieve regering. Later werd hij benoemd tot voorzitter van de Senaat en liet vanuit deze functie in 1881 de progressieve regering vallen, waarna hij zelf opnieuw premier werd. Hij stortte zich vervolgens op enkele grondwetsveranderingen: hij liet de Senaat hervormen en de senatoren konden enkel nog voor het leven benoemd worden.
In 1886 viel zijn derde regering, waarna de Progressieven opnieuw de macht overnamen. Fontes werd oppositieleider en begon de Regeneratiepartij al voor te bereiden voor de verkiezingsstrijd. In 1887 overleed hij echter onverwacht in Lissabon, waarna hij als leider van de Regeneratiepartij opgevolgd werd door António de Serpa Pimentel.
- Bibliothèque nationale de France: cb162681254 (data)
- Gemeinsame Normdatei: 122330250
- International Standard Name Identifier: 0000 0000 6680 3931
- Library of Congress Control Number: no93024538
- Système universitaire de documentation: 122132599
- Virtual International Authority File: 13188074
- WorldCat: E39PBJmXGxWqBtTk7JGJkxg9Xd